# Monument van Puin

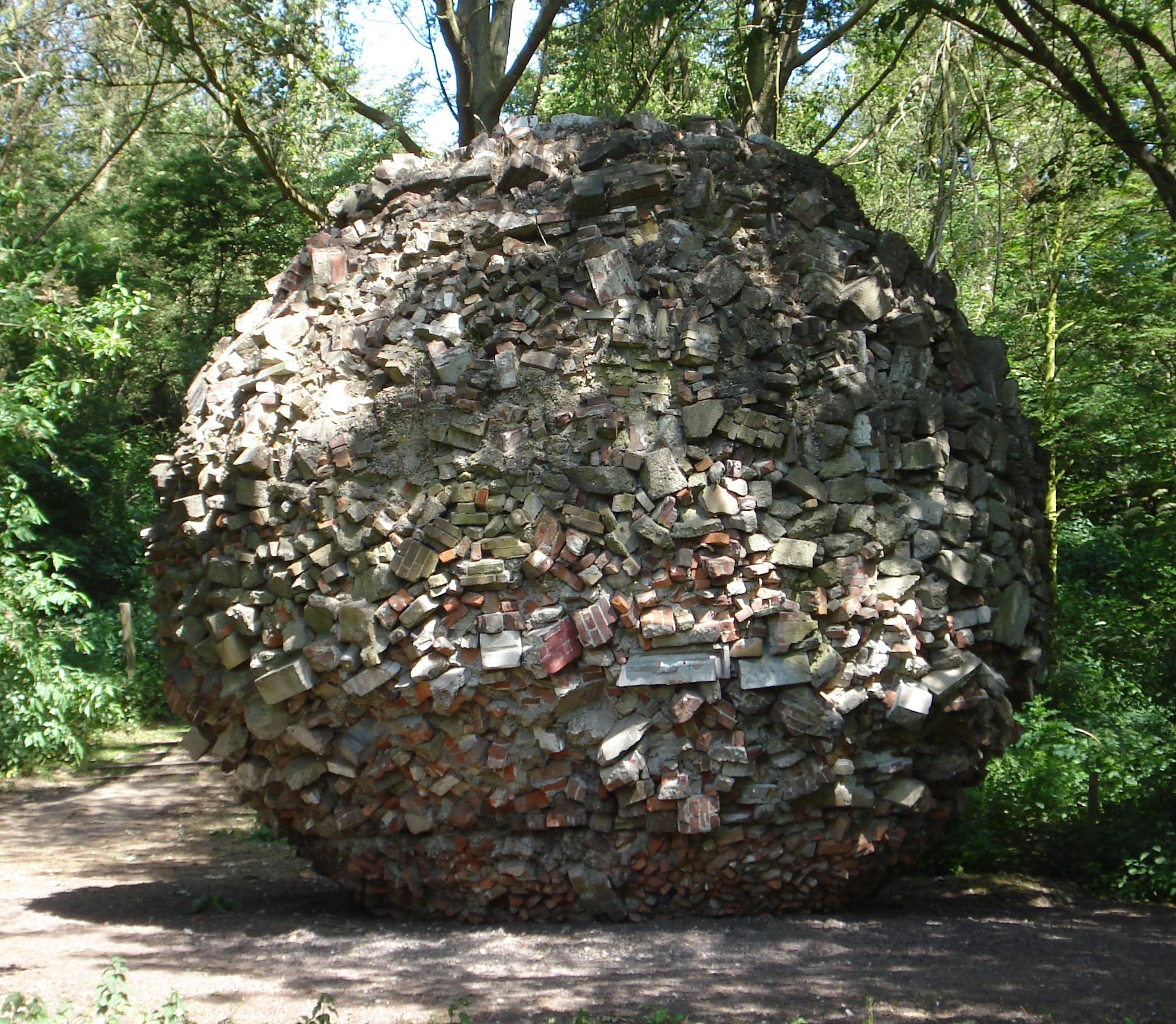
Het kunstwerk in 2011

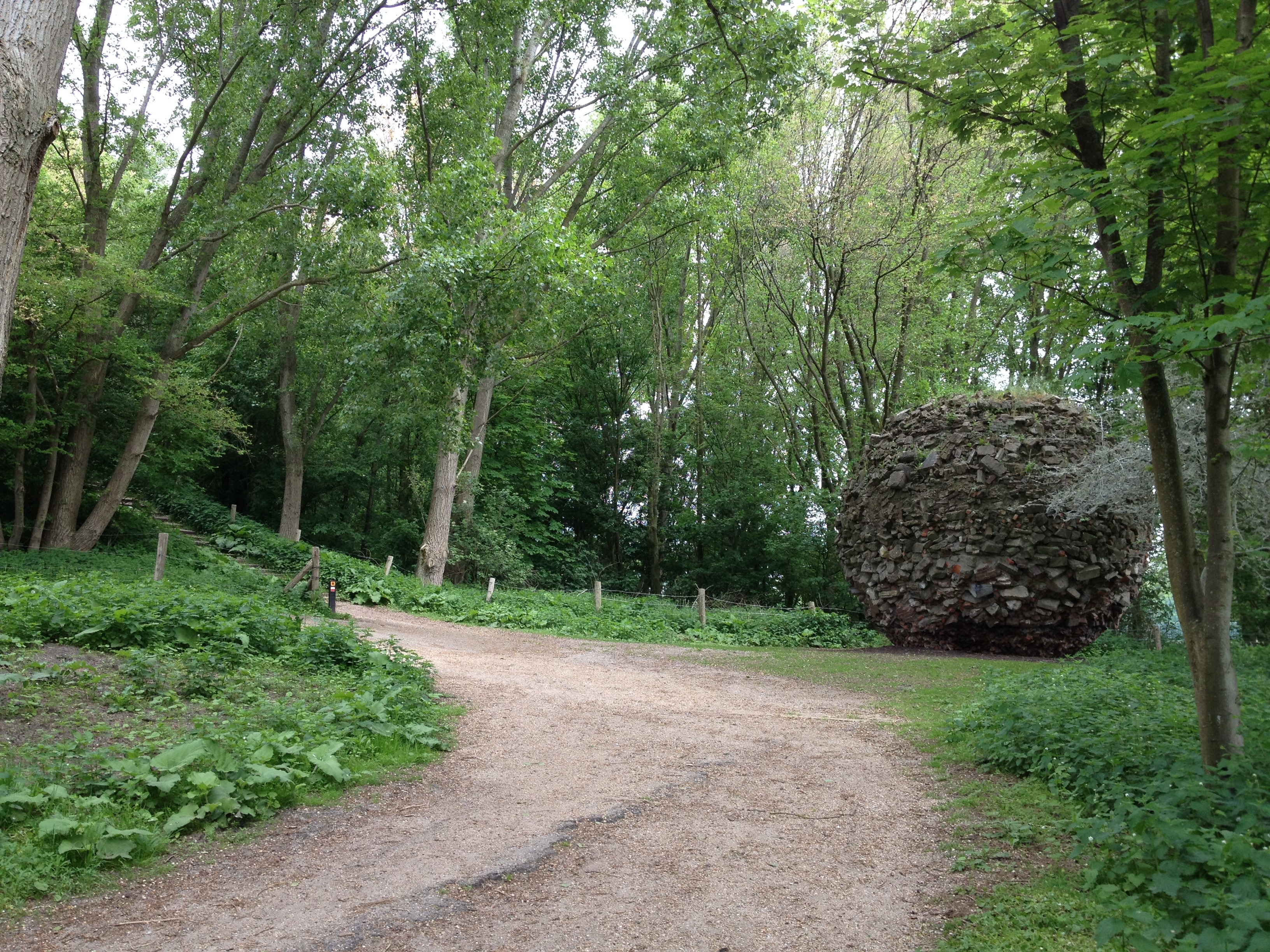
Sculptuur in de vorm van een bol aan de voet van een berg puin.

Het 'Monument van Puin' herinnert de inwoners van Den Haag aan de op duinen gelijkende puinbergen nabij Kijkduin die tijdens de Tweede Wereldoorlog zijn ontstaan uit het verzamelde puin van afgebroken bebouwing langs de kust ten behoeve van de aanleg van de Atlantikwall in Scheveningen. Een andere naam voor het monument is de 'Puinbal'.

## Ontwerp
Het 'Monument van Puin' is ontworpen door de in Groningen geboren kunstenaar Donald Duk. Het is een grote bol bestaand uit stukken steenpuin afkomstig van huizen die in de Tweede Wereldoorlog zijn afgebroken. Deze balvorm is vergelijkbaar met een sneeuwbal die van een helling rolt en steeds groter wordt. Zo is deze bal gesitueerd aan de voet van de naastgelegen heuvel vanwaar hij zou zijn afgerold en steeds meer puin tijdens het naar beneden rollen hebben vergaard. 

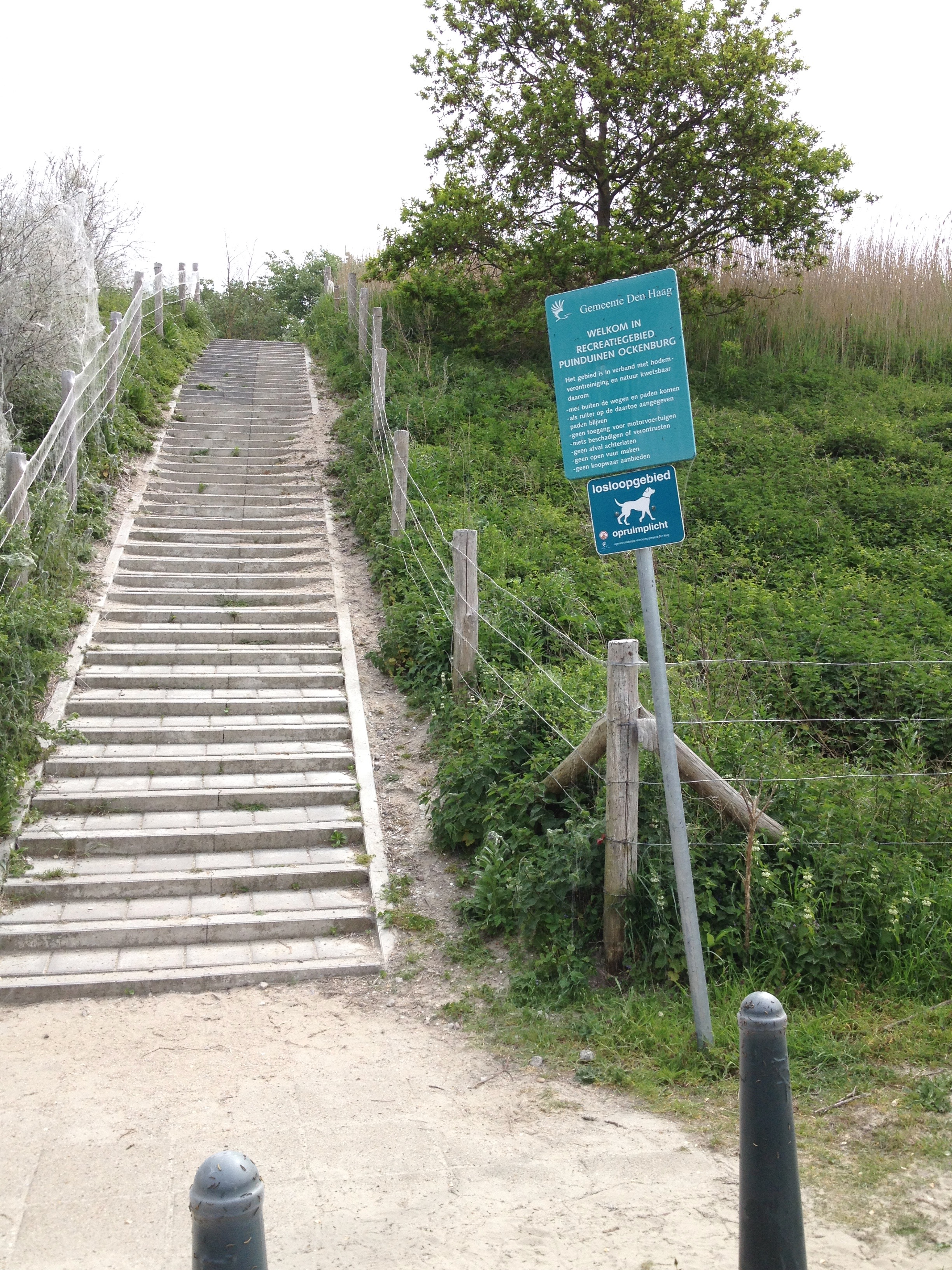
Parkgebied met heuvels gemaakt van puin.

## Locatie
Het monument bevindt zich in het Recreatiegebied Puinduinen Ockenburg bij Kijkduin aan het eind van de Laan van Meerdervoort in Den Haag. Nabij is het zogenaamde Schapenatjesduin.

## Onthulling
De onthulling van het monument vond plaats in 1976.